# Botmeur
Botmeur (en bretó Boneur) és un municipi francès, situat a la regió de Bretanya, al departament de Finisterre. L'any 2006 tenia 230 habitants.

## Demografia
| 1968                                       | 1975 | 1982 | 1990 | 1999 |
| ------------------------------------------ | ---- | ---- | ---- | ---- |
| 277                                        | 236  | 196  | 191  | 214  |
| Des de 1962: població sense dobles comptes |      |      |      |      |

## Administració
| Període   | Identitat     | Partit |
| --------- | ------------- | ------ |
| 2001-2008 | André Martin  |        |
| 2008-     | Georges Isaac |        |

## Personatges il·lustres
- François Abgrall, poeta en bretó